# Томас Беренбрух
Томас Беренбрух (італ. Thomas Berenbruch, нар. 31 травня 2005, Мілан, Італія) — італійський футболіст, півзахисник міланського «Інтера».

## Ігрова кар'єра

### Клубна
Томас Беренбрух народився в Мілані і у 2020 році приєднався до молодіжної команди місцевого клубу «Інтернаціонале». Разом з командою футболіст грав у Юнацькій лізі УЄФА.
Перед початком сезону 2024/25 Беренбрух був внесений до складу першої команди «Інтера». Був в заявці команди на фінальний матч Суперкубка Італії⁣, але на поле не виходив.

### Збірна
Томас Беренбрух має німецьке коріння. Та з 2024 року він почав свої виступи у складі молодіжної збірної Італії.